# Jiří Hodina
Jiří Hodina (3. září 1963, Praha) je český hudebník, zpěvák a hudební pedagog, specializující se zejména na starou a lidovou hudbu. Byl zakládajícím členem skupiny Čechomor, působil ve sboru Schola Gregoriana Pragensis a roku 1997 založil vlastní skupinu Marcipán. V roce 2020 začal vyučovat na pražském Gymnáziu Christiana Dopplera vedeném paní Renatou Pauchovou. V roce 2022 nastoupil jako pedagog na Gymnázium Evolution Jižní město a Sázavská. Vyznává myšlenku, že si jedince hudba "přitáhne sama".